# Camille Chautemps
Camille Chautemps (1. února 1885 Paříž – 1. července 1963 Washington) byl francouzský politik, významná osobnost francouzské třetí republiky. Třikrát se stal premiérem (1930, 1933–1934, 1937–1938). Zastával též funkci ministra spravedlnosti, ministra vnitra, ministra dopravy a místopředsedy vlády ve vládách Léona Bluma, Édouarda Daladiera a Paula Reynauda. Byl představitelem středolevé Radikální strany, v níž byl považován za jednu z hlavních postav pravicového (protisocialistického a liberálního) křídla.

## Život
Vystudoval práva. V mládí byl známým amatérským hráčem ragby. Od roku 1906 byl členem zednářské lóže Velký Orient Francie, opustil svobodné zednáře v srpnu 1940 poté, co maršál Pétain přijal protizednářské nařízení. Do místní politiky vstoupil jako chráněnec svého strýce, poslance Alphonse Chautempse. Byl zvolen městským radním v Tours (1912), poté jeho starostou (1919–1925), poslancem parlamentu (1919–1934) a senátorem (1934–1940).
Jeho druhý premiérský mandát zničila Staviského aféra, která vyvolala krajně pravicové nepokoje, při jejich potlačení bylo zabito 15 lidí. Ve svém třetím premiérském období přistoupil ke znárodnění železnic a vytvořil SNCF. Výrazně přispěl k právům žen, když nechal uzákonit finanční a právní nezávislost vdaných žen na manželích, umožnil jim studovat na univerzitě a otevřít si bankovní účty. Jeho vláda také zrušila zákonné ustanovení říkající, že „manžel dluží ochranu své ženě, manželka poslušnost manželovi“.
V bezvýchodné situaci po německém útoku na Francii v roce 1940 se stal jedním z prvních podporovatelů maršála Philippa Pétaina a jeho vichistického režimu. S ním se ale nakonec rozešel a emigroval do Spojených států (během oficiální mise). V USA i dožil. Po druhé světové válce jej francouzský soud v nepřítomnosti odsoudil za kolaboraci s nepřítelem k pěti letům vězení. V roce 1954 byl amnestován.